# Церква Собору Пресвятої Богородиці (Михайлівка)
Церква Собору Пресвятої Богородиці в Михайлівці — парафія і храм греко-католицької громади Підгаєцького деканату Бучацької єпархії Української греко-католицької церкви в селі Михайлівка Тернопільського району Тернопільської области.

## Історія церкви
Село Михайлівка, що виникло в 1701 році на землях села Гайворонка, спочатку не мало власної церкви та адміністративно належало до греко-католицької парафії села Котузів. У 1882 році за кошти громади та княгині Марцеліни Чарторийської в Михайлівці збудували муровану церкву Собору Пресвятої Богородиці. З 1889 по 1919 рік у селі діяв римо-католицький монастир сестер Служебниць, які допомагали в церкві, опікувалися дітьми, хворими та самотніми.
До 1931 року парафію обслуговували священники з Котузова, а з 1932 року — з села Білокриниця. З 1 листопада 1946 року до 1991 року храм і парафія належали до РПЦ. У 1980-х роках радянська влада закрила церкву. Громаду УГКЦ було відновлено 24 вересня 1991 року.
При парафії діє припарафіяльна спільнота «Матері в молитві».

## Парохи
- о. Кипріян Пісецький,
- о. Филип Чолій (1920—1921),
- о. Юліям Фіцалович (1922—1925),
- о. Йосиф Кміцикевич (1926),
- о. Прокоп Слободян (1926—1928),
- о. Олекса Яворський (1928—1932),
- о. Петро Барановський (1932),
- о. Василь Джиджора (1932—1933, 1934—1935),
- о. Микола Малярчук (1933—1934),
- о. Осип Коровець (1935—1944),
- о. Іван Фенич (до листопада 1946),
- о. Мирослав Петрущак,
- о. Ігор Комарницький,
- о. Володимир Литвинів (з вересня 2007).